# Fiat Topolino (2023)
Der Fiat Topolino ist ein elektrisches Leichtfahrzeug mit zwei Sitzen, das von dem italienischen Automobilhersteller Fiat seit 2023 verkauft wird. Vorgestellt wurde es am 4. Juli 2023 zusammen mit dem neuen Fiat 600. Produziert wird der Topolino im Werk von Stellantis in Kenitra, Marokko, zusammen mit dem Citroën Ami und dem Opel Rocks Electric.
Der Name des kleinen Elektroautos erinnert an den Fiat Topolino, der ab Mitte der 1930er-Jahre produziert wurde.

## Beschreibung
Der Topolino fällt wie die Schwestermodelle Citroën Ami und Opel Rocks Electric in der EU unter die Kategorie der elektrischen vierrädrigen Leichtfahrzeuge L6e. Anders als bei seinen Schwestern sind Front und Heck des Topolino unterschiedlich geformt, er ist also in der Seitenansicht nicht vorn und hinten gleich. Außerdem hat er eigene Front- und Heckleuchten, die an den Fiat Nuova 500 der 1950er-Jahre erinnern. Die Gehäuse der Außenspiegel haben eine Chrom-Oberfläche. Als Dolcevita-Version hat der Wagen Seile anstelle der Türen und ein Rolldach. Im Juli 2025 wurde für den italienischen und französischen Markt das zweifarbige Sondermodell Vilebrequin vorgestellt. Es soll an Strandmode erinnern und hat auch eine eingebaute Dusche.
Der Innenraum ist einfach gehalten und im Wesentlichen der gleiche wie im Citroën Ami. Es gibt zwei gleichförmige Sitze, von denen nur der Fahrersitz verschiebbar ist. In der Mitte des spartanischen Armaturenbretts ist eine Halterung für ein Smartphone über den Knöpfen der Motorsteuerung, die hier nicht wie bei Citroën Ami und Opel Rocks-e links neben dem Fahrersitz untergebracht ist.

## Technik
Die Karosserie des Topolino besteht aus Kunststoff und hat einen Rohrrahmen. Einen Kofferraum bietet sie nicht, es gibt im Innenraum 63 L Stauraum und außen einen kleinen Gepäckhalter am Heck. Beide Türen sind zur Teilereduzierung und damit Kosteneinsparung gleich. Daher ist die Beifahrertür vorn, die Fahrertür hinten angeschlagen („Selbstmördertür“). Die Türen haben wie beim Citroën 2CV nach oben klappbare Fenster.
Der kleine Wagen hat einen 6-kW (8 PS)-Elektromotor, mit dem eine maximale Geschwindigkeit von 45 km/h erreicht wird. Da der Fiat Topolino als Moped homologiert ist, ist das Fahren mit dem AM-Führerschein erlaubt.
Ein Lithium-Ionen-Akkumulator mit 5,5 kWh liegt unter den Sitzen. Er erlaubt nach WMTC eine Reichweite von 75 km. Aufgeladen wird die Batterie über ein Ladekabel mit Schuko-Stecker in der rechten Seite des Fahrzeugs. Es ist in der Türsäule auf der Beifahrerseite untergebracht.
Der Topolino hat vier 14-Zoll-Stahlräder mit Reifen der Größe 155/65 R14 und Kunststoffradkappen. Vorne sind Scheibenbremsen und hinten Trommelbremsen eingebaut. Die Räder sind vorn an MacPherson-Federbeinen und Dreiecksquerlenkern, hinten an Längslenkern geführt. Der Wendekreis des Wagens beträgt 7,2 Meter.
Der Topolino unterliegt als Leichtfahrzeug keinen Crash-Vorschriften und ist sicherheitstechnisch daher nicht unbedenklich.

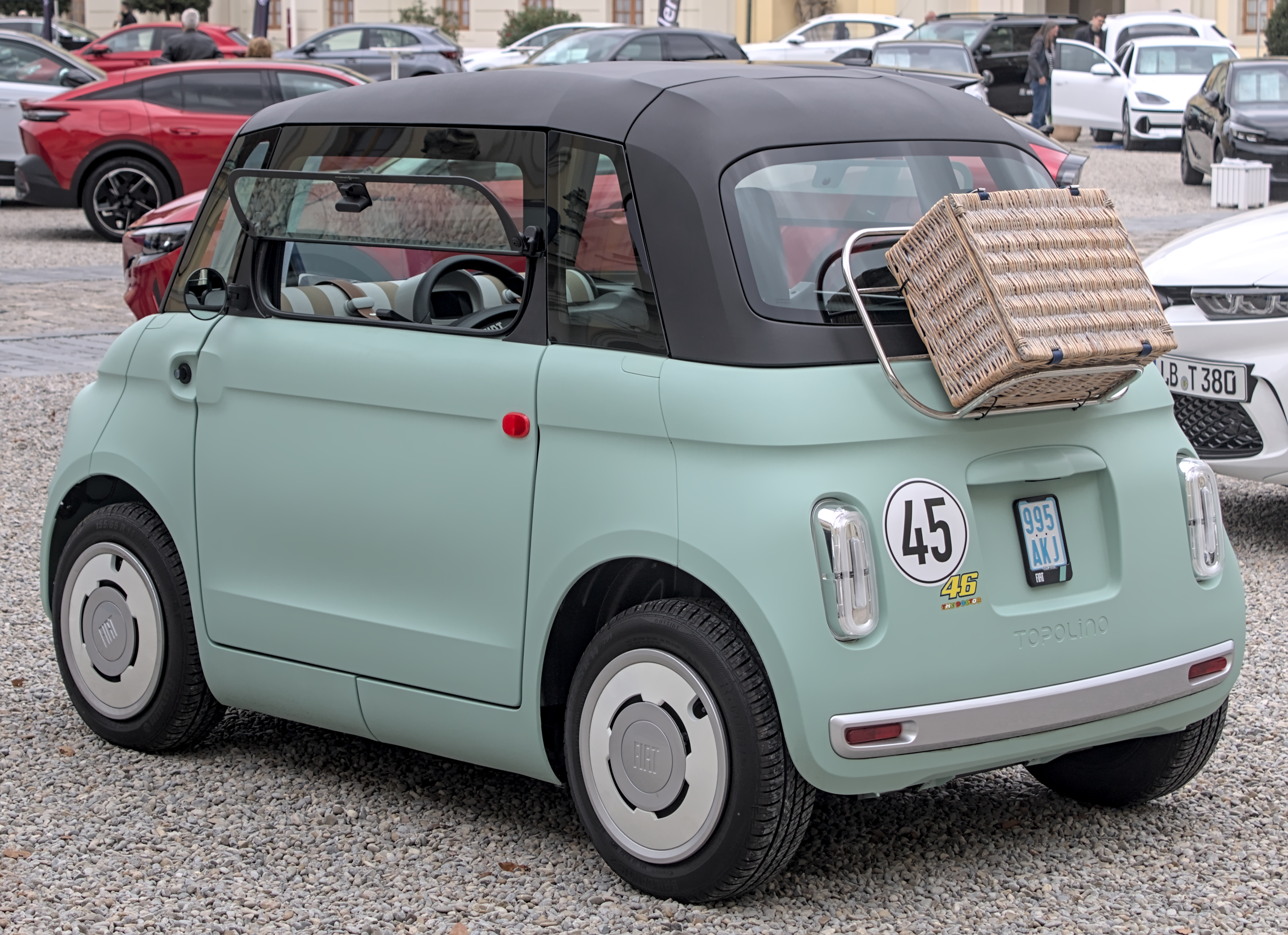
Heckseitenansicht
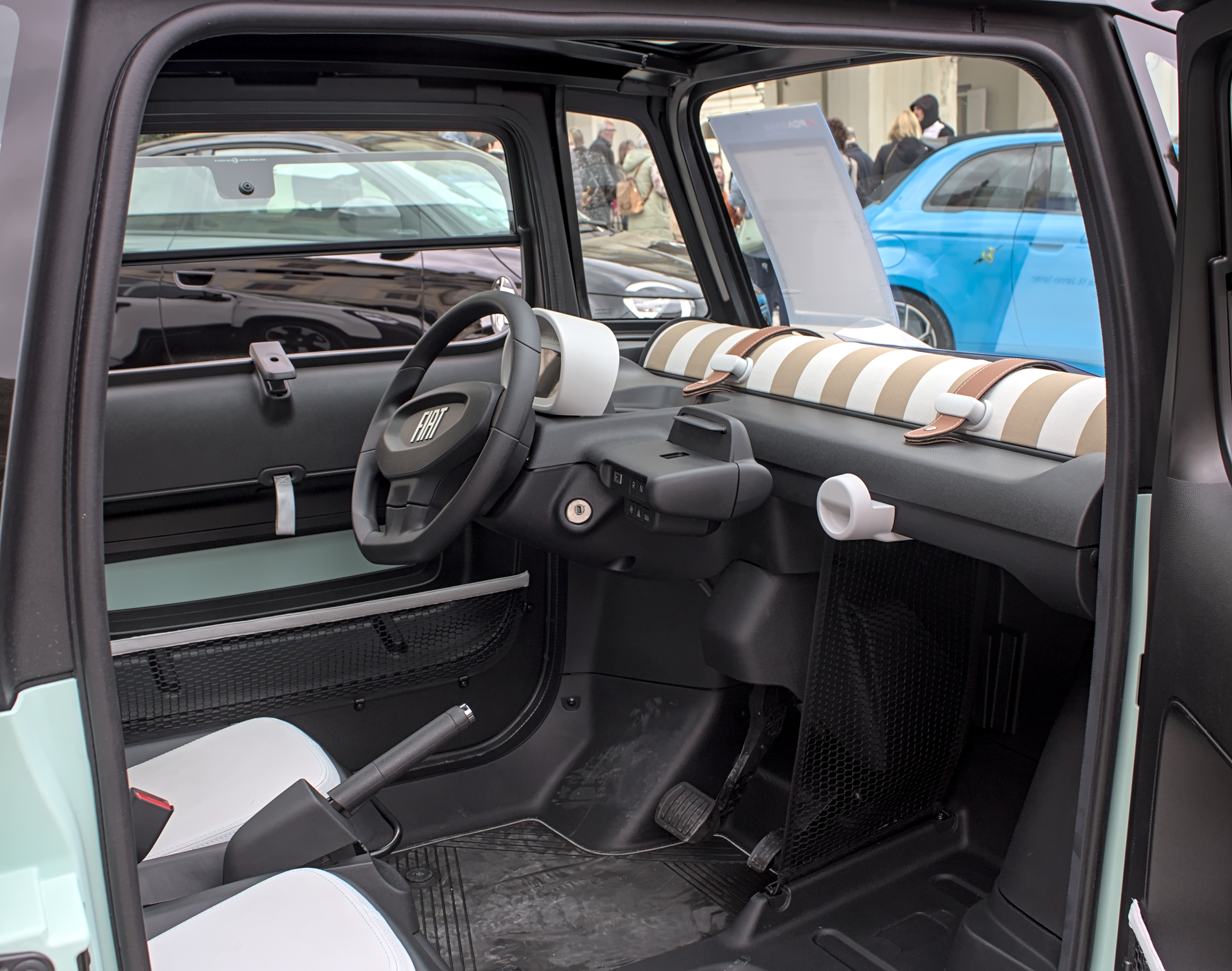
Innenansicht

## Disney-Einzelstücke
Im November 2023 wurden zum 100-jährigen Jubiläum des italienischen Lingotto-Werkes von Fiat und dem der Disney-Studios fünf Einzelstücke gezeigt. Zudem ist „Topolino“ der italienische Name von Mickey Mouse. Die Fahrzeuge wurden Comic-artig vom Centro Stile Fiat gestaltet, eines in Zusammenarbeit mit dem Disney-Zeichner Giorgio Cavazzano. Sie sollen künftig am Eingang des Lingotto-Gebäudes ihren Platz finden.